# Literatura de l'absurd
La literatura de l'absurd s'inspira en el surrealisme, i la filosofia de l'absurd per crear obres literàries marcades per l'humor i la sorpresa per denunciar situacions socials o reflexionar d'una manera diferent sobre qüestions existencials. L'auge d'aquest tipus de literatura es dona a finals del segle xix i durant tot el segle xx.
En aquestes obres es porten els esdeveniments quotidians fins a les seves últimes conseqüències i es pren sempre el sentit literal de cada terme, per evidenciar la quantitat de convencions que regeixen les societats. El lector reconeix els referents i veu versemblants els resultats que s'anuncien, tot i que s'allunyen absurdament de la realitat. Abunden també els personatges i objectes que actuen com a símbols.

## Autors que han conreat la literatura de l'absurd
- Manuel de Pedrolo[1]
- Ramón María del Valle-Inclán
- Lewis Carroll
- Franz Kafka
- Samuel Beckett
- Albert Camus